# Gullhella (przystanek kolejowy)
Gullhella – przystanek kolejowy w Gullhella, w regionie Akershus w Norwegii, oddalony od Oslo Sentralstasjon o 56,96 km. Na linii od 1973 r., po oddaniu do użytku tunelu Lieråsen.

## Ruch pasażerski
Należy do linii Spikkestadlinjen. Jest elementem kolei aglomeracyjnej w Oslo i w systemie SKM ma numer 550. Obsługuje lokalny ruch między Spikkestad, Oslo i Moss. Pociągi odjeżdżają co pół godziny w szczycie i co godzinę poza szczytem. 

## Obsługa pasażerów
Na przystanku znajduje się wiata, parking na 25 miejsc i parking rowerowy. Odprawa podróżnych odbywa się w pociągu.